# 馬歩青
馬 歩青（ば ほせい）は中華民国の軍人。回族。馬家軍の有力指導者である。字は子雲。馬麒の長男で、馬歩芳の兄。叔父は馬麟。

## 人物・生涯

### 初期の活動
1912年（民国元年）に馬麒が西寧鎮総兵に任ぜられ、寧海軍の組織を開始する。馬歩青も寧海軍に加入し、2年後には管帯に任ぜられた。1920年（民国9年）、寧海軍護衛営統領となる。
同年、馬福祥が綏遠都統に任命されると、馬麒は馬福祥の要請に応じて馬歩青を派遣する。馬歩青は馬福祥の下で第2路警備司令に任ぜられた。1923年（民国12年）、馬福祥の命で馬歩青は北京に派遣され、北京政府から陸軍少将銜を授与される。しかし、馬歩青は馬福祥の子・馬鴻逵とは不仲であったため、綏遠には戻らず北京に逗留した。
1926年（民国15年）9月、馬麒の寧海軍は馮玉祥の国民聯軍に吸収され、暫編第26師に改組された。この頃、馬歩青は馬麒に呼び戻されて同師に加わっている。1929年（民国18年）、馬歩青は宋哲元配下の独立第55旅旅長に昇進した。しかし、蔣介石と馮ら反蔣介石軍との混戦の中で、馬歩青は閻錫山（この当時、閻は馮と対立していた）に自軍を殲滅されてしまい、身一つで北平（北京）に逃れている。翌年4月、甘粛省に移り、甘粛暫編騎兵第1師師長となった。

### 河西に割拠
1931年（民国20年）8月、青海省政府主席となっていた馬麒が病没したと聞き、馬歩青は密かに青海に帰還した。後任の主席となった叔父・馬麟から、馬歩青は暫編騎兵1個師の統率を委ねられている。翌年、馬歩青は河西走廊東段を勢力範囲とすることになり、新編騎兵第2師師長（1934年6月、騎兵第5師に改称）に任命された。1936年（民国25年）には、馬歩青は国民政府から陸軍中将銜を授与されている。
同年10月、馬歩青は河西走廊の黄河沿いを中心に、長征中の紅軍を迎撃しようとした。しかし、紅軍の渡河を結局阻めなかった。その間の戦闘で紅軍にも一定の打撃を与えたものの、馬歩青も参謀長馬廷祥を戦死させてしまうなどの大損害を被ってしまう。
1937年（民国26年）9月、馬歩青は陸軍騎兵第5軍軍長に昇進し、さらに甘新公路督弁公署督弁も兼任した。馬歩青は、官民を動員して甘新公路の整備に尽力し、新疆経由でのソビエト連邦からの支援物資の輸送改善に貢献している。また、河西に様々な社会インフラの整備を進め、青雲中学などの教育機関も設立した。ただし、これらの内政的貢献の一方で、馬歩青は支配地域民衆からの収奪が激しく、私利を貪る傾向も強かったとされる。

### 弟に敗北、晩年
1943年（民国32年）の年末に、馬歩芳は第40集団軍総司令に、馬歩青は同副総司令に任ぜられた。このとき、馬歩青の騎兵第5軍を奪い取ろうと目論んでいた馬歩芳は、騎兵第5軍副軍長の馬呈祥を同軍軍長に昇進させ、馬歩青の同軍に対する指揮権を剥奪してしまう。翌年には、馬歩青は失脚に追い込まれ、1945年（民国34年）に蒙蔵委員会委員に任ぜられたものの、政治的・軍事的実力は完全に喪失した。
その後の馬歩青は故郷に引退し、これまで蓄えた巨額の富で豪奢な生活を送ることになる。しかし国共内戦終盤に、青海省が中国人民解放軍に制圧されそうになると、馬歩青は香港経由で台湾へ逃亡した。台湾では、国防部中将参議、総統府国策顧問、中国国民党第10期中央評議委員を歴任している。
1977年（民国66年）2月9日、台北市で病没。享年80歳。